# みんなでGENSAI
『みんなでGENSAI』（みんなでげんさい）は、ウェザーニューズが2012年4月14日から生放送している、新スタイルの減災番組である。

## 概要
ウェザーニューズの24時間動画生放送「SOLiVE24」で配信の減災番組。インターネット配信のほか、BSデジタル放送（独立データ放送）910ch「ウェザーニュース」でも視聴できる。異常気象や地震発生時（WNI分析で推定最大震度が3以上、もしくは不明の場合）は番組を中断し、幕張テクノガーデンB館24階にあるウェザーニューズ・グローバル予報センター（通称：予報センター）から最新情報を伝える。
放送開始当初から千葉にあるCポート0号店より公開生放送を実施している。2012年7月22日放送の第4回目は、Jリーグとのコラボ企画を実施。前日（7月21日）に東日本大震災復興支援のスペシャルマッチが行われた県立カシマサッカースタジアムにて『みんなでGENSAI with Jリーグ』と題し、「サッカー観戦に役立つ減災」をテーマに開催した。なお、この回については生放送ではなく、収録されたものを放送した。
下段スクロール表示右端の「SOLiVE24」と番組名の交互表示は放送開始当初から行っていない。
2012年4月14日から2012年7月22日の第1回から第4回までは原田健成、小野英美のコンビで実施。2012年9月1日のMCは、小野英美に変わり山岸愛梨が出演した。

## 出演者

### キャスター
※2012年9月1日現在
- 原田健成 (2012年4月14日 - )
- 山岸愛梨 (2012年9月1日 - )

### コメンテーター
- 宇野沢達也

### 過去の出演者
- 小野英美(2012年4月14日 - 2012年7月22日)

## 放送時間
| 期間          | 放送時間                                  |
| ------------- | ----------------------------------------- |
| 2012年4月14日 | 18:00 - 20:00                             |
| 2012年5月26日 | 14:00 - 16:00                             |
| 2012年6月24日 | 14:00 - 16:00                             |
| 2012年7月22日 | 12:00 - 13:00（前日に収録したものを放送） |
| 2012年9月1日  | 14:00 - 16:00                             |

## 主な番組内容
※2012年4月14日現在

※コーナーの内容は、毎回異なっている。
- 2012年4月14日放送
  - 10 second Mission
  - みんなでサバメシ
  - Talk LiVE GENSAI
  - 減災グッズ最前線
- 2012年5月26日放送[注釈 3]
  - ゲスト　千葉県習志野市長　宮本泰介
  - 10 second Mission
  - ソラボタンでHigh&Low
  - Talk LiVE GENSAI
  - 減災グッズ最前線
- 2012年6月24日放送
  - Talk LiVE GENSAI
  - みんなでやってみよう
- 2012年7月22日放送
- 2012年9月1日放送
  - 減災特集その会場をご案内♪
  - 10 second Mission
  - Talk LiVE GENSAI
  - ビンゴDE非常持ち出し袋